# La Nef des sorcières

La Nef des sorcières est une pièce de théâtre féministe comportant sept monologues distincts créée en 1976 et représentée au Théâtre du Nouveau Monde à Montréal. Sous la direction de Luce Guilbeault, un collectif de femmes se rencontre pendant plus d'un an et à travers ce workshop, la pièce voit le jour. Aujourd'hui, ce recueil est considéré comme étant l'avènement du théâtre féministe militant au Québec.

## Monologues
Le premier monologue, Une actrice en folie, écrit par Luce Guilbeault, retrace l'histoire d'une actrice qui cherche à trouver son identité grâce au rapport à son corps. Le deuxième, Le retour de l'âge, de Marthe Blackburn, présente une femme ménopausée discriminée pour son corps et son âge et qui décide de se rebeller contre les préjudices de la société québécoise et de l'Église. Le troisième, L'échantillon, rédigé par France Théoret, montre une couturière dans une chaîne de montage exténuée et célibataire qui se retrouve confrontée à une société où le mariage est fondamental. Le quatrième, La fille, écrit par Odette Gagnon, met en scène une fille qui en a assez des fréquentations et de l'objectification fait par les hommes. Ensuite, la comédienne personnifiant l'actrice revient sur scène et poursuit son monologue. Les monologues cinq et six mettent en scène le même personnage. Le premier, écrit par Marie-Claire Blais, se nomme Marcelle, le second, de Pol Pelletier, Marcelle ll. Les deux monologues montrent une lesbienne confrontée à un monde hétéronormatif, mais qui réussit à célébrer ses désirs et son corps de femme. Le dernier monologue, L'écrivain, de Nicole Brossard, montre une écrivaine qui promeut les mots comme moyen de libération de la parole féminine.
L'utilisation du monologue est importante dans la pièce, car ce genre théâtral ramène l'idée de la femme qui se sent seule dans la société avec ses problèmes. Le monologue reproduit cet isolement. Le regroupement d'histoires individuelles a cependant pour effet de montrer que chaque femme n'est pas seule dans sa situation. De façon assez contradictoire, le regroupement des monologues crée une communauté de femmes qui ressentent toutes de la solitude, sentiment qui affecte également le spectateur. Dans La Nef des sorcières, le thème de l'isolement est donc intimement lié aux volontés féministes.

## Distribution
- « Une actrice en folie » : Luce Guilbeault

- « Le retour de l'âge » Françoise Berd

- « L'échantillon » : Michèle Craig

- « La fille » : Louisette Dussault

- « Une actrice en folie » (Partie 2) : Luce Guilbeault

- « Marcelle » : Pol Pelletier

- « Marcelle ll » : Pol Pelltier

- « L'écrivain » : Michèle Magny

Source : Le cahier du GRIF, La Nef des sorcières

## Contexte de création
Les artistes qui participent à la conception de La nef des sorcières ont un objectif plutôt politique en tête ; elles veulent bouleverser l'inconscient collectif en condamnant le patriarcat et en promouvant la parole et l'expérience des femmes. Elles veulent ébranler les fondements sexistes du théâtre par une remise en question radicale des codes, règles et autres conventions de jeux qui sont régis par une idéologie d'un « fantasme dominant sexiste ». Effectivement, le théâtre québécois des années 1970 et 1980 est particulièrement dominé par la vision masculine. Ce male gaze déforme notamment la vision qu'a le spectateur de la femme. De plus, c'est un milieu typiquement masculin, la femme comédienne a donc un statut inférieur à ses compères. Les sept autrices ont donc pour but de transgresser les normes et d'inclure la parole des femmes dans l'espace public. C'est pourquoi elles abordent des thèmes comme l’oppression, l’aliénation et la frustration sous l’angle de la femme qui est prise dans une société « phallocratique ». Cette approche montre l’intérêt féministe de la pièce de théâtre qui recherche la libération de la femme.  
Cependant, les années 1970 voient aussi un engagement plus important de la part des femmes dans la lutte pour l'égalité. En fait, La Nef des sorcières s'inscrit dans le contexte des « années grisantes », c'est-à-dire une période particulièrement intense en ce qui a trait à l'écriture féministe. Le Québec est témoin d'une nouvelle vague artistique : la dramaturgie au féminin. Ce sont des « années de foisonnement, d’allégresse et de luttes collectives » où les femmes réclament la justice souvent par des actions artistiques.

## Critiques
La réception de la pièce a été mitigée.

« Création collective fort dérangeante dans le contexte social de l'époque. Le crâne lustré, Pol Pelletier y livre un monologue bouleversant à l'extrême qui témoigne d'une grave volonté de changement. »

— Lynda Burgoyne, Cahiers de théâtre Jeu, n°76, septembre 1995
Du côté des féministes, la réception est majoritairement positive et la pièce sera même traduite en anglais (A Clash of Symbols). Cependant, la plupart des critiques sont plutôt négatives. Camouflés derrière l'excuse que ce spectacle n'est pas « réellement » du théâtre par sa forme peu conventionnelle, ce sont majoritairement des critiques de nature idéologique qui entourent la représentation. Certains jugent en effet que ce n'est pas du théâtre véritable, du fait que c'est un assemblage de monologues et que la scène reste particulièrement «dénudée», le public faisant face à un décor moderne et stylisé plutôt froid. Seulement habillée d’une table de maquillage, un chandelier ainsi que quelques accessoires, cette scène se veut une représentation de la condition féminine. D’autres critiques considèrent que les buts de la pièce sont trop difficiles à comprendre, ce qui empêche les différents monologues de véritablement atteindre les spectateurs. L’homosexualité du personnage incarné par Pol Pelletier dans Marcelle et Marcelle ll fait couler beaucoup d’encre ; plusieurs interprètent que la pièce présente le lesbianisme comme une alternative à la domination des hommes. La présentation de l’homme comme l’ennemi principal crée également de sérieux remous. Pol Pelletier relate avoir vu des hommes se lever, traiter les comédiennes de folles et quitter la salle des sanglots dans la voix pendant la représentation. En dehors de ces incidents, une atmosphère de tension se dégage de l’auditoire.
En fait, même chez les féministes, l'appréciation peut se révéler assez crue. Par exemple, l'écrivaine Yolande Villemaire considère que la pièce n'est pas assez radicale, notamment parce qu'elle ne montre pas assez le corps des femmes.